# Макач, Хайке
Хайке Ма́кач (нем. Heike Makatsch; род. 13 августа 1971, Дюссельдорф) — немецкая актриса, телеведущая и певица.

## Биография
Родилась в Дюссельдорфе, её отец был голкипером немецкой национальной сборной по хоккею. Проучилась четыре семестра в Дюссельдорфском университете, где изучала политологию и социологию, затем училась на портниху, но не окончила образование.
Карьера на телевидении началась в 1993 году на музыкальном канале VIVA, где Хайке Макач вела две передачи, с августа 1995 и до лета 1996 г. она работала модератором на музыкальном телеканале MTV.
Впервые на съёмки в кинофильме Хайке пригласил немецкий режиссёр Детлев Бук, дав ей одну из главных женских ролей в фильме «Мужской пансион» (Männerpansion), в фильме также снимался Тиль Швайгер. За исполнение этой роли Хайке Макач была отмечена Баварской кинопремией лучшей молодой актрисе.

## Личная жизнь
Хайке Макач в течение семи лет (с 1996 по 2004 г.) встречалась с актёром Дэниелем Крейгом.
В 2005 году Хайке начала встречаться с музыкантом из группы «Tomte» Максом Мартином Шрёдером. 23 января 2007 года у них родилась первая дочь — Майке Эллен Шрёдер, а в октябре 2009 года — вторая дочь. К 2014 году они расстались.
В 2015 году Хайке родила третью дочь.

## Фильмография
- Мужской пансион / Männerpension (1996)
- Одержимость / Obsession (1997)
- Красива ли я? /  Bin ich schön? (1998)
- Киллер / Killer (1998)
- Эме и Ягуар / Aimée und Jaguar (1999)
- Соседка / Liebe deine Nächste! (1998)
- Яичный желток / Das Gelbe vom Ei (1999)
- Мужчины и другие катастрофы / Männer und andere Katastrophen (1999)
- Спокойной ночи / Bonne Nuit (1999)
- Головы моих возлюбленных / Die Häupter meiner Lieben (1999)
- Дорога в Сантьяго / Camino de Santiago (1999)
- Грипсхольм / Gripsholm (2000)
- За покупками на ночь глядя / Late Night Shopping (2000)
- Объявление / The Announcement (2000)
- Долгота / Longitude (2000)
- Обитель зла / Resident Evil (2002)
- Обнаженные / Nackt (2002)
- Реальная любовь / Love Actually (2003)
- Анатомия 2 / Anatomie 2 (2003)
- И грянул гром / A Sound of Thunder (2005)
- Хильда / Hilde (2009)
- / Dr. Hope — Eine Frau gibt nicht auf (2009)
- Том Сойер / Tom Sawyer (2011)
- Приключения Гекльберри Финна / Die Abenteuer des Huck Finn (2012)
- Воровка книг / The Book Thief (2013)